# Golfopzet

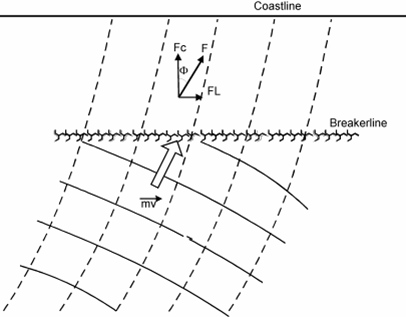
Omzetting van impuls in een kracht evenwijdig en loodrecht op de kust

De golfopzet is de verhoging van de (tijdsgemiddelde) waterstand in de brekerzone die veroorzaakt wordt door het breken van  golven bij een strand.

## Achtergrond
Zeegolven transporteren zowel energie als impuls naar de kust. Omdat impuls niet kan verdwijnen, maar alleen omgezet kan worden in een kracht ontstaat er door het breken van golven nabij de kust een kracht op het water.
Deze kracht heeft een component loodrecht op de kust en een component evenwijdig aan de kust. De component loodrecht op de kust veroorzaakt de golfopzet. De component evenwijdig aan de kust veroorzaakt de brandingsstroom.

## Waarde van de golfopzet
De golfspanning duwt het water naar de kust, en wordt dan omhoog geduwd, Hierdoor ontstaat een verhoging van de waterstand. Op een gegeven moment is die verhoging zodanig dat de hydrostratische druk hiervan gelijk is aan de golfspanning. Uit dit evenwicht is de mate van golfopzet te berekenen. De maximale verhoging is dan:
{\displaystyle z={\frac {5}{16}}\gamma H_{b}}
waarin Hb de golfhoogte op de brekerlijn is en γ de brekerindex (verhouding golfhoogte/waterdiepte bij breken voor individuele golven, meestal is γ = 0,7 -0.8). Overigens treedt door dit verschijnsel even zeewaarts van de brekerlijn een kleine waterstandsverlaging op, orde 20% van de golfopzet.

De golfopzet bij oceaanstranden kan aanzienlijk zijn. Bijvoorbeeld een golf met een hoogte van 5 m (op diep water) en een periode van 12 s geeft bij loodrechte inval en een γ = 0,7 een golfopzet van 1,2 m.

## Stroming door golfopzet

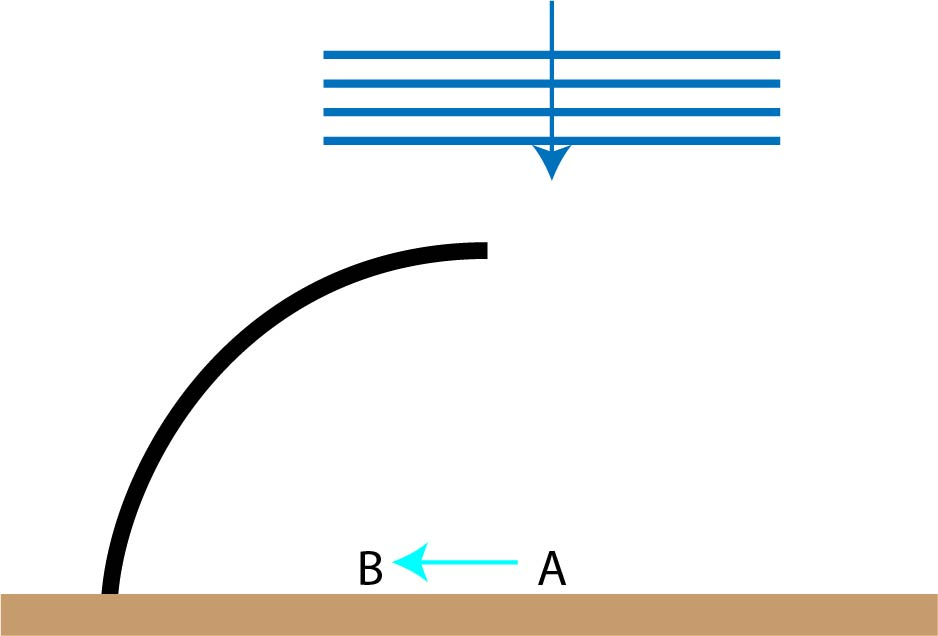
Golfopzet gedreven stroming

Golfopzet kan leiden tot behoorlijke stroomsnelheden langs de kust. In bijgaande figuur is een haven getekend met golven die loodrecht van zee komen. In punt A ontstaat door het breken van de golven een waterstandsverhoging. Stel die is 1,2 m zoals in bovenstaand voorbeeld. In punt B in de haven (stel dat is ca. 500 m vanaf punt A) zijn slechts weinig brekende golven door de bescherming van de golfbreker (door diffractie is er wel een klein beetje golfwerking). Stel dat hier de golfopzet nog maar 0,2 m is. Dat is er over die 500 m een waterstandsverschil van 1 m, dus een verhang van 0,002. Als dit ingevuld wordt in bijv. de formule van Chézy geeft dat:
{\displaystyle v=C{\sqrt {hi}}=50\cdot {\sqrt {2\cdot 0.002}}\approx 3} m/s. Deze snelheid is niet te verwaarlozen, en geeft ook een groot zandtransport de haven in. Een haven met een vorm als hier geschetst wordt meestal zo gebouwd omdat de overheersende golfrichting hier van links komt. Langs deze kust is dan een brandingsstroomtransport van links naar rechts, en men verwacht op grond hiervan aanzanding aan de linkerzijde van de haven, en erosie aan de rechterzijde van de haven (dus vanaf A verder naar rechts). Op grond van de brandingsstroomberekeningen wordt er dus geen aanzanding bij deze haven verwacht. Echter de stroming door golfopzet kan in dit geval wel degelijk voor aanzanding zorgen.

## Opmerking
Golfopzet moet niet verward worden met golfoploop (het oplopen van de tong van een golf op een talud) of met windopzet (verhoging van de waterstand aan de kust door windstuwing).